# Haritschawank

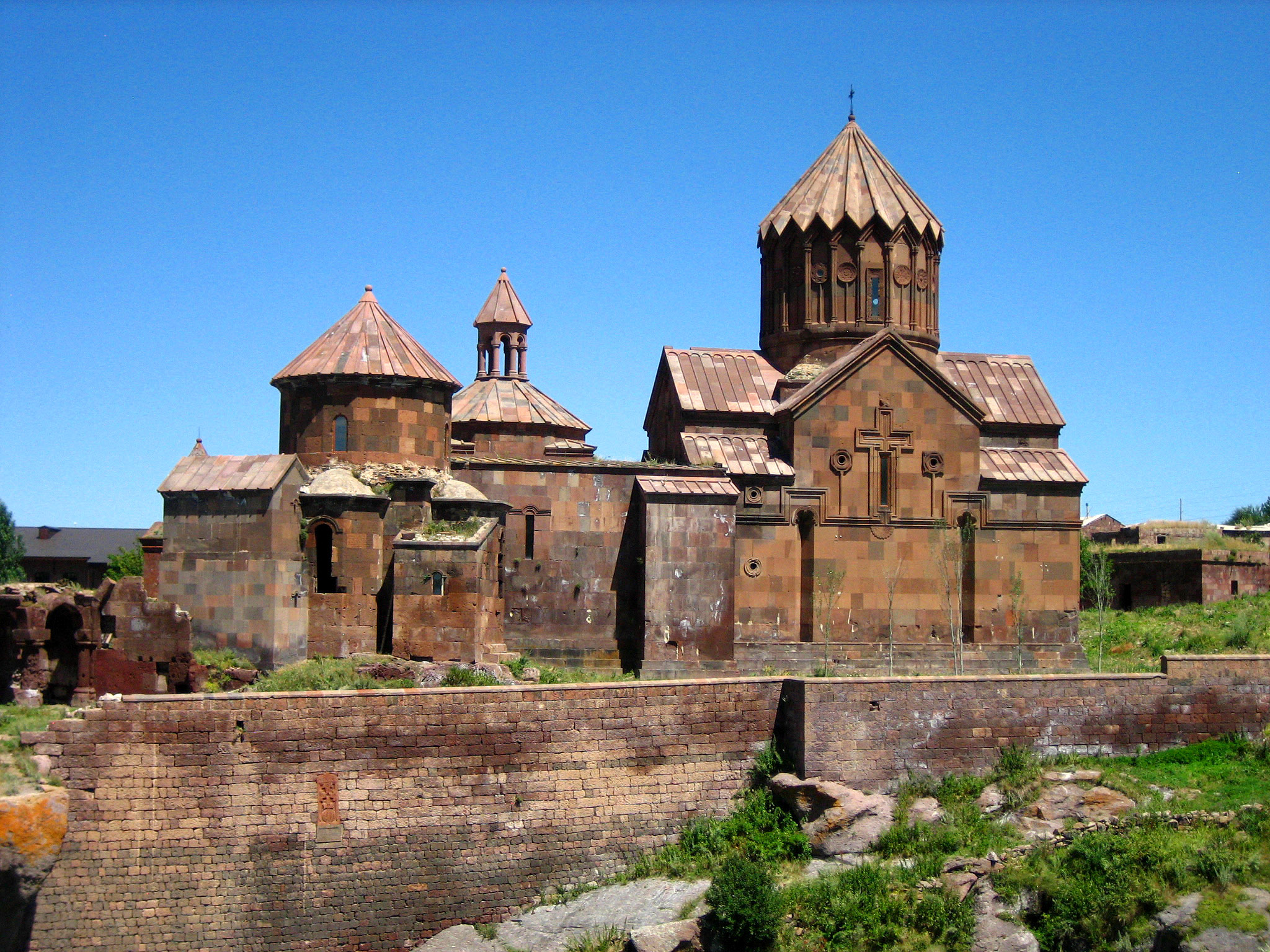
Hauptgebäude von Süden. Links Gregorkirche, Mitte Gawit, rechts Muttergotteskirche

Haritschawank (armenisch Հառիճավանք), auch Harichavank, Haritchavank, ist ein bewohntes Kloster der Armenisch-Apostolischen Kirche im Dorf Haritsch östlich der Kleinstadt Artik in der nordwestarmenischen Provinz Schirak. Es wurde vermutlich im 7. Jahrhundert gegründet, die erhaltenen Kirchengebäude – zwei Kreuzkuppelkirchen und ein Gawit – stammen im Wesentlichen aus dem 13. Jahrhundert.

## Lage
Koordinaten: 40° 36′ 23,3″ N, 43° 59′ 57,9″ O
Haritschavank liegt auf über 2000 Metern Höhe an den nordwestlichen Ausläufern des Berges Aragaz, die hier in die Hochebene von Tsaghkahovit übergehen. Von Maralik an der M1 zwischen Jerewan und Gjumri zweigt eine Straße über Pemzaschen nach Artik ab, die weiter auf der Hochebene in nordöstlicher Richtung bei den wenigen Häusern von Alagyaz in die zweite Nord-Süd-Verbindung des Landes von Jerewan nach Wanadsor mündet. Zwei Kilometer nach Artik auf dieser Straße beginnt an einem Gefängnis die weiter ansteigende, einen Kilometer lange Zufahrt nach Haritsch.
Das in seinem Kern kompakte Dorf mit 1536 Einwohnern nach der amtlichen Statistik vom Januar 2012 besteht aus einigen Gehöften mit Hausgärten und Bäumen, die sich von den Wiesen und Feldern der Umgebung abheben. Das Kloster liegt im hinteren Bereich des Dorfes am Rand einer kleinen, von einem Bach durchflossenen Schlucht mit einigen bizarren Felsformationen.
Haritsch ist seit dem 2. Jahrhundert v. Chr. namentlich bekannt und war archäologischen Grabungen zufolge, die 1966 begannen, eine relativ gut ausgebaute befestigte Siedlung. Auf dem Friedhof wurde die Ruine einer kleinen einschiffigen Kirche aus dem 5. Jahrhundert freigelegt. Andere, im Mittelalter existierende Klöster in der Umgebung waren Lmbatavank (erhaltene Kirche) bei Artik und Makaravank (Kirchenruine) bei Pemzaschen.

## Geschichte
Haritschawank ist eines der größten und am besten erhaltenen Klöster Armeniens. Seine Gründung fällt vermutlich mit dem Bau der ersten Kirche im 7. Jahrhundert zusammen. Der Ausbau der Anlage begann unter der Herrschaft der Zakariden, einer Fürstendynastie, die als Vasallen georgischer Könige zwischen 1201 und 1260 von ihrer Hauptstadt Ani regierten. 1236 wurden sie den Mongolen tributpflichtig. Ende des 12. Jahrhunderts erwarben die Brüder Ivane und Zakare Zakarian das Kloster von der Pahlavuni-Familie. Die mit den Bagratiden verwandten und verfeindeten Pahlavunis hatten bis dahin das Kloster unterstützt. Anfang des 13. Jahrhunderts ließen die Zakariden die beiden heute vorhandenen Kirchen, zwei Gawite, von denen einer erhalten blieb, mehrere Kapellen, Nebengebäude und eine Festungsmauer errichten. Dies geht aus einer Inschrift von 1201 an der Nordwand der Muttergotteskirche hervor, in der sich der Stifterfürst als „Zakare Mandatorta Amirspasalar der Armenier und Georgier, Sohn des großen Sargis“ verewigen ließ.
Haritschawank war wegen seiner Ausbildungseinrichtung und der hier kopierten Handschriften eines der berühmtesten armenischen Klöster. Einfälle der Mongolen brachten bis zum 14. Jahrhundert das Klosterleben zum Erliegen. Im 18. Jahrhundert wurde der Gebäudekomplex restauriert. In der zweiten Hälfte des 19. Jahrhunderts diente das Kloster dem in Etschmiadsin residierenden Katholikos als Sommerresidenz. Hierfür wurde es ein weiteres Mal vollständig renoviert und um mehrere Nebengebäude ergänzt, zu denen eine Küche, Schlafräume für Mönche und Schüler, Lagerräume und Stallungen für Rinder gehörten.

## Klosteranlage

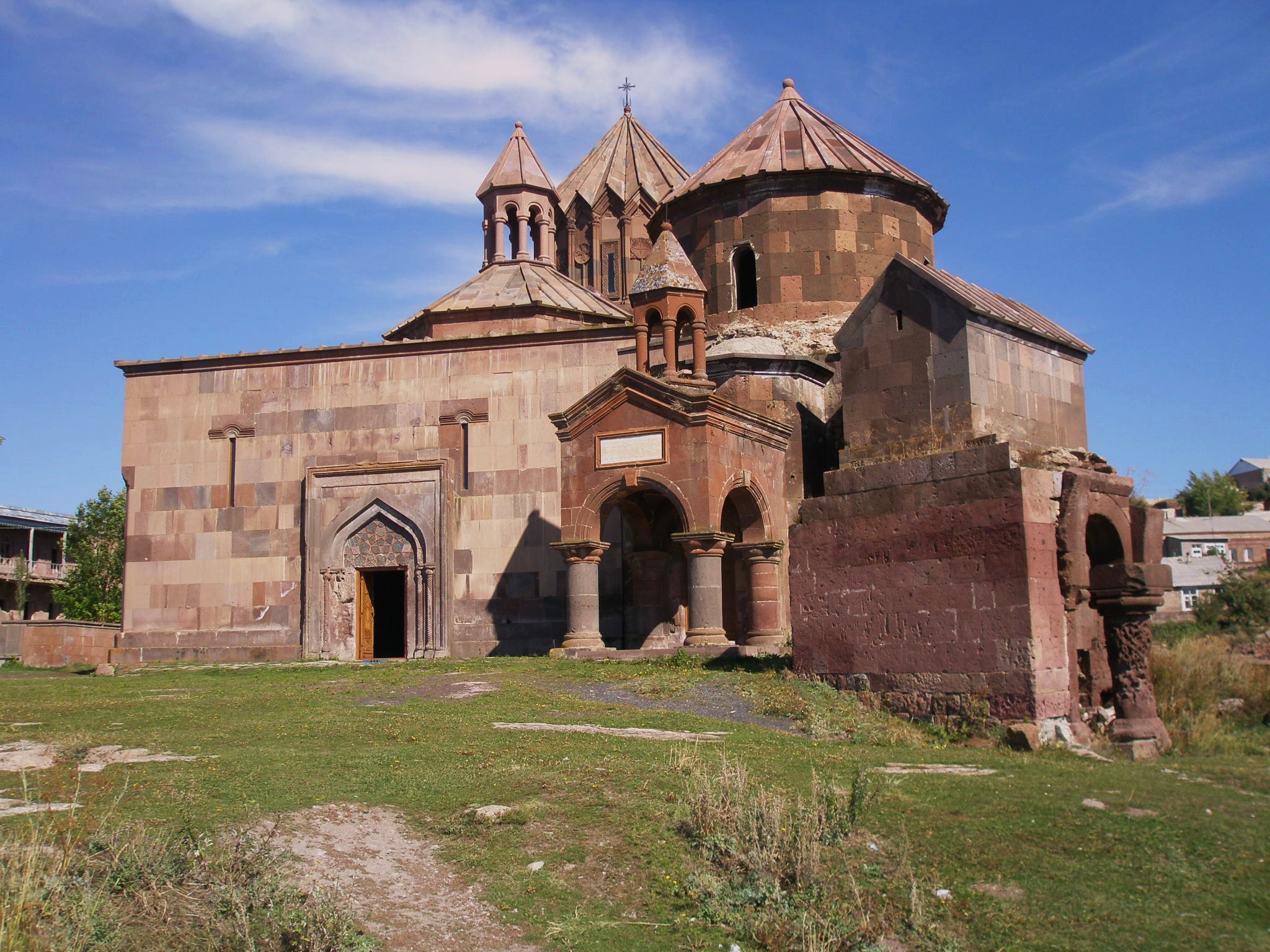
Ansicht von Westen. Portal des Gawit, rechts Glockenturm vor dem Eingang zur Gregorkirche

Zu der von einer Umfassungsmauer mit Rundtürmen umgebenen Klosteranlage gehören neben den miteinander verbundenen Kirchen, die auf einer Freifläche im Süden am Rand der Schlucht liegen, langgezogene Nebengebäude, die sich von den Mönchswohnungen im Westen bis weit nach Norden erstrecken. Ein langes Gebäude in der Mitte beherbergt Seminarräume, Refektorium und die Wohnräume des Katholikos. Die Küche ist in einem separaten Gebäude an der Nordecke untergebracht. Es gibt keine Grabsteine oder Chatschkare auf dem Gelände, was für armenische Klöster ungewöhnlich ist. Die Wände der Kirchengebäude bestehen aus sorgfältig gefügten Quadern aus Tuff in unterschiedlichen Rosa- und Brauntönen.

### Gregorkirche
Die älteste Kirche ist dem Heiligen Gregor (Surb Grigor) geweiht. Der kleine quadratische Zentralbau vermutlich aus der zweiten Hälfte des 7. Jahrhunderts steht mit der Altarapsis etwas nach Süden gedreht an der Südwestecke des Gawits. Die Gregorkirche ist ein Tetrakonchos mit vier gleich großen halbrunden Konchen, die um einen quadratischen Zentralraum angeordnet sind. Die Konchen treten fünfeckig aus den Wänden nach außen. Der Übergang von den Wandecken zum außen zwanzigseitigen Tambour erfolgt mittels Trompen. Die Kuppel überwölbt somit den gesamten Innenraum. Die älteste armenische Kirche in dieser Bauweise ist die Johanneskirche (Surb Hovanes) in Mastara (Provinz Aragazotn) aus der zweiten Hälfte des 6. Jahrhunderts. Ihrem Modell („Mastara-Typ“) folgten im 7. Jahrhundert die Sergiuskirche von Artik, die Muttergotteskirche in Woskepar in der Provinz Tawusch und die Gregorkirche. Eine Weiterentwicklung, die wohl hauptsächlich aus statischen Gründen erfolgte, stellt der „Awan-Hripsime-Typ“ dar, der nach der Kathedrale von Awan, einem Stadtteil von Jerewan, und der Sankt-Hripsime-Kirche von Etschmiadsin benannt ist. Dort liegen die Konchen innerhalb eines zu einer quadratischen Grundform erweiterten Baukörpers.
Vermutlich bei einer Restaurierung im 19. Jahrhundert erhielt das Gebäude den heutigen Tambour und ein unpassendes halbkugelförmiges Dach, wie es noch in einer Veröffentlichung von 1988 abgebildet ist. Bei einem nachfolgenden Umbau wurde dieses Runddach durch das heute vorhandene klassische Pyramidendach aus Steinplatten ersetzt. Ein Baudekor an den Außenwänden ist nicht vorhanden. Die Datierung erfolgt nach der Gestaltung der Dachgesimse, die mit Korbflechtornamenten verziert sind.
Möglicherweise im 10. Jahrhundert wurde im Südosten ein rechteckiger Raum mit Pultdach angebaut. Im 13. Jahrhundert folgte eine zweigeschossige Kapelle mit Tonnengewölbe und Rundapsis, die von einem Satteldach überdeckt wird. Der von vier Säulen getragene Vorbau mit Glockenturm gehört zu den Erweiterungsmaßnahmen des 19. Jahrhunderts.

### Muttergotteskirche

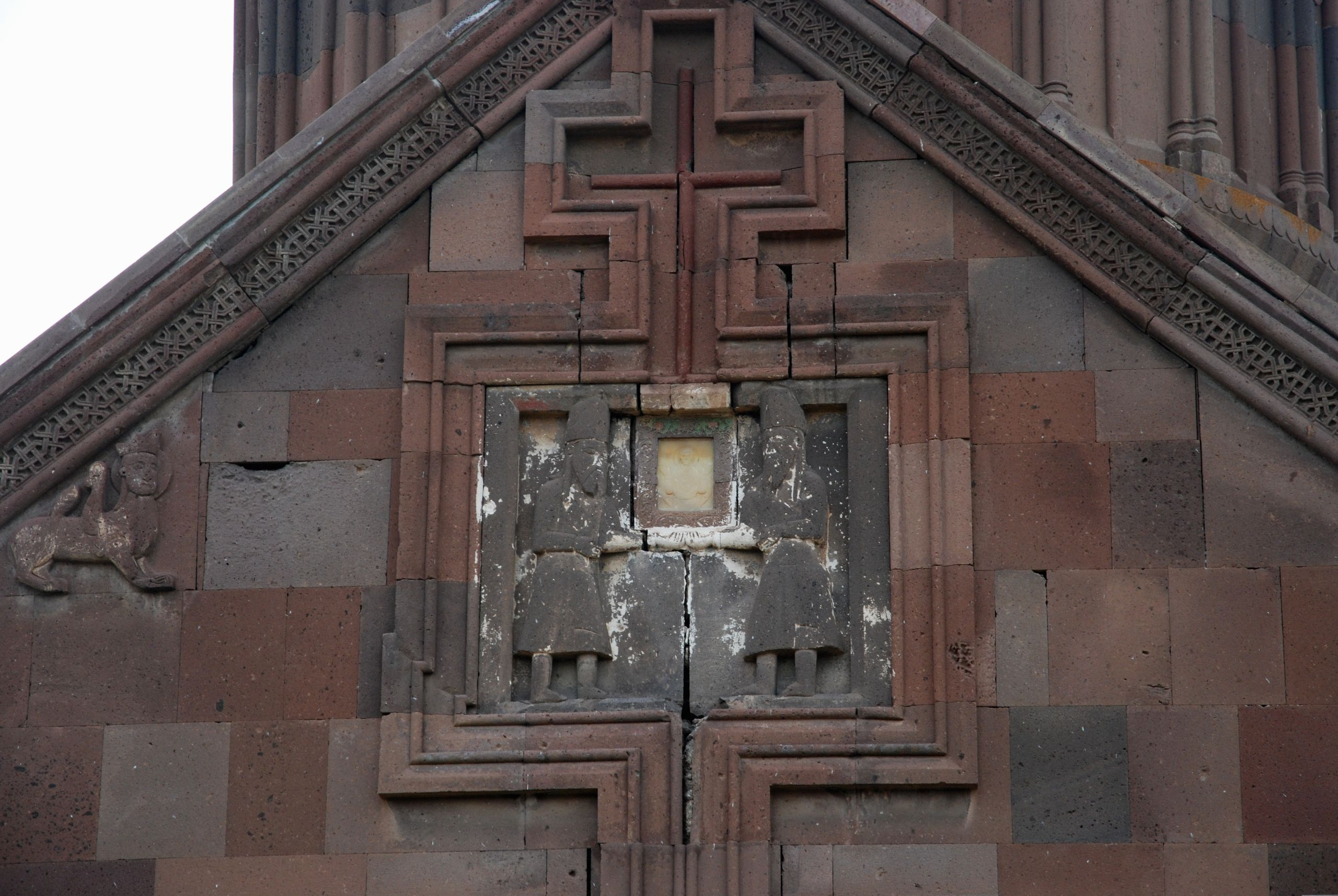
Stifterpaar am Ostgiebel

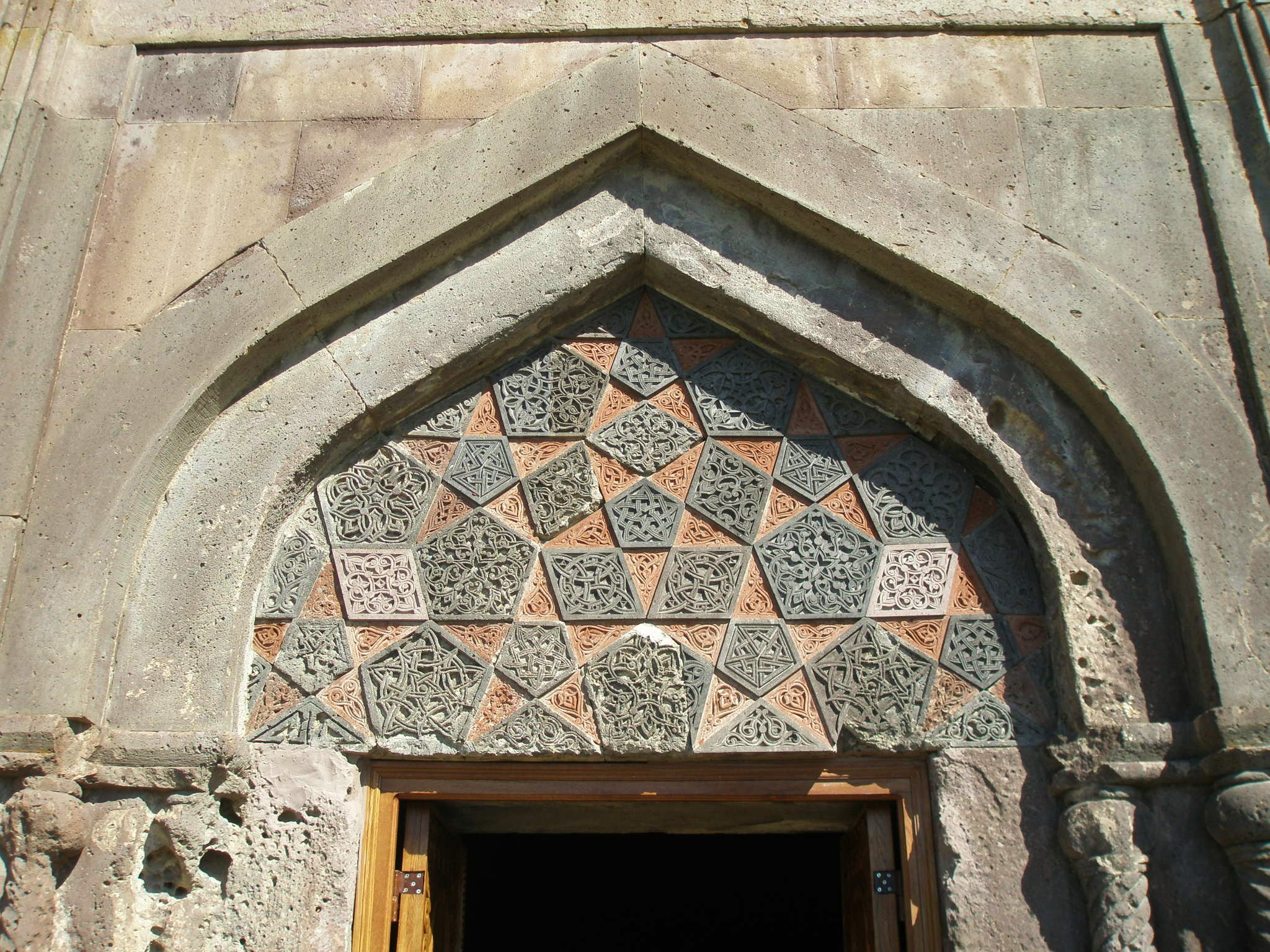
Tympanon des Gawit

Die Muttergotteskirche (Surb Astvatsatsin) wurde laut einer Inschrift 1201 unter Fürst Zakare errichtet. Die große Hauptkirche des Klosters ist ein Kreuzkuppelbau eines Ende des 12. und Anfang des 13. Jahrhunderts weit verbreiteten Typs mit einer hufeisenförmigen Chorapsis im Osten, dessen Seitenarme innerhalb eines äußeren Rechtecks eingeschlossen sind. Die vier Ecken werden von rechteckigen Nebenräumen ausgefüllt, die keine eigene Apsis besitzen. Die beiden östlichen Nebenräume sind durch Türen an ihrer Schmalseite von den Seitenschiffen, die westlichen Nebenräume vom Kirchenschiff zugänglich. Zu deren oberen Geschossen, die als Besonderheit durch Säulenarkaden mit dem Kirchenschiff in Verbindung stehen, führen aus der Wand kragende Steintreppen. Der Zugang zur Kirche erfolgt über den Gawit durch ein Portal in der Westwand.
Der innen kreisrunde, außen zwanzigseitige Tambour ruht auf Gurtbögen, deren Last über Doppelsäulen an den vier Innenecken des Zentralraums abgetragen wird. In den Ecken zwischen den leicht spitzbogigen Gurtbögen vermitteln Trompen zum Grundkreis des Tambours. Beim Umbau im 19. Jahrhundert erhielt die Kuppel außen ein Kegeldach, das bei der jüngsten Restaurierung wieder durch ein ursprünglich vorhandenes Faltdach ersetzt wurde. Die Tambourseiten werden durch dreifache Säulenbündel voneinander abgegrenzt. Die Felder zwischen den Fenstern in den vier Haupthimmelsrichtungen füllen Medaillons aus, die wie Blumenblüten auf einem Stiel stehen. Das zackenförmige Gesims des Faltdachs ist mehrfach abgetreppt. Noch aufwendiger, mit rundplastischen Figuren an Stelle der Medaillons, ist der Tambour der wenig später (1216–1238) entstandenen Kirche des Klosters Gandsassar (heute in Bergkarabach) gestaltet.
Die Bauplastik geht insgesamt auf georgische Vorbilder zurück. Ein Rundleistenpaar durchläuft auf derselben Höhe alle Außenwände und umgrenzt nach oben ausweichend Nischen und Fenster. Das gestalterische Zentrum am Ostgiebel ist ein umrahmtes quadratisches Feld, in dem die beiden Brüder Ivane und Zakare im Hochrelief auftauchen. Sie sind im Profil dargestellt und zueinandergewandt. Die Figuren tragen wie die georgischen Herrscher Stiefel, ein tailliertes Gewand und eine hohe Kopfbedeckung. Im freien Feld zwischen ihnen hielten sie ursprünglich ein Modell der Kirche, das im 19. Jahrhundert durch ein Marienbildnis aus hellem Marmor ersetzt wurde. Auf derselben Höhe links am Giebel blickt eine Sphinx in Richtung der Stiftergruppe. Das große Kreuz im Hochrelief an der Giebelspitze gehört zu den weiteren, im nördlichen Armenien für diese Zeit und für die georgischen Kirchen charakteristischen Gestaltungsformen. Am unteren Giebelabsatz dieser Seite ist das Flechtwerkornament des Giebelprofils durch eine Inschrift in armenischen Großbuchstaben ersetzt: „Herr und Gott, habe Erbarmen mit den Arbeitern. Amen.“
Das Bema (Absatz vor der höher gelegenen Altarapsis) ist durch ein großflächiges Rautenmuster gegliedert, dessen Felder mit feinen kreisförmigen und vegetabilen Mustern gefüllt sind. Diese einzige Dekoration des Innenraums lässt als Gegensatz die glatten Halbsäulen unter der Zentralkuppel umso mächtiger aus der Wand hervortreten und umso strenger zur Kuppel nach oben wachsen.

### Gawit

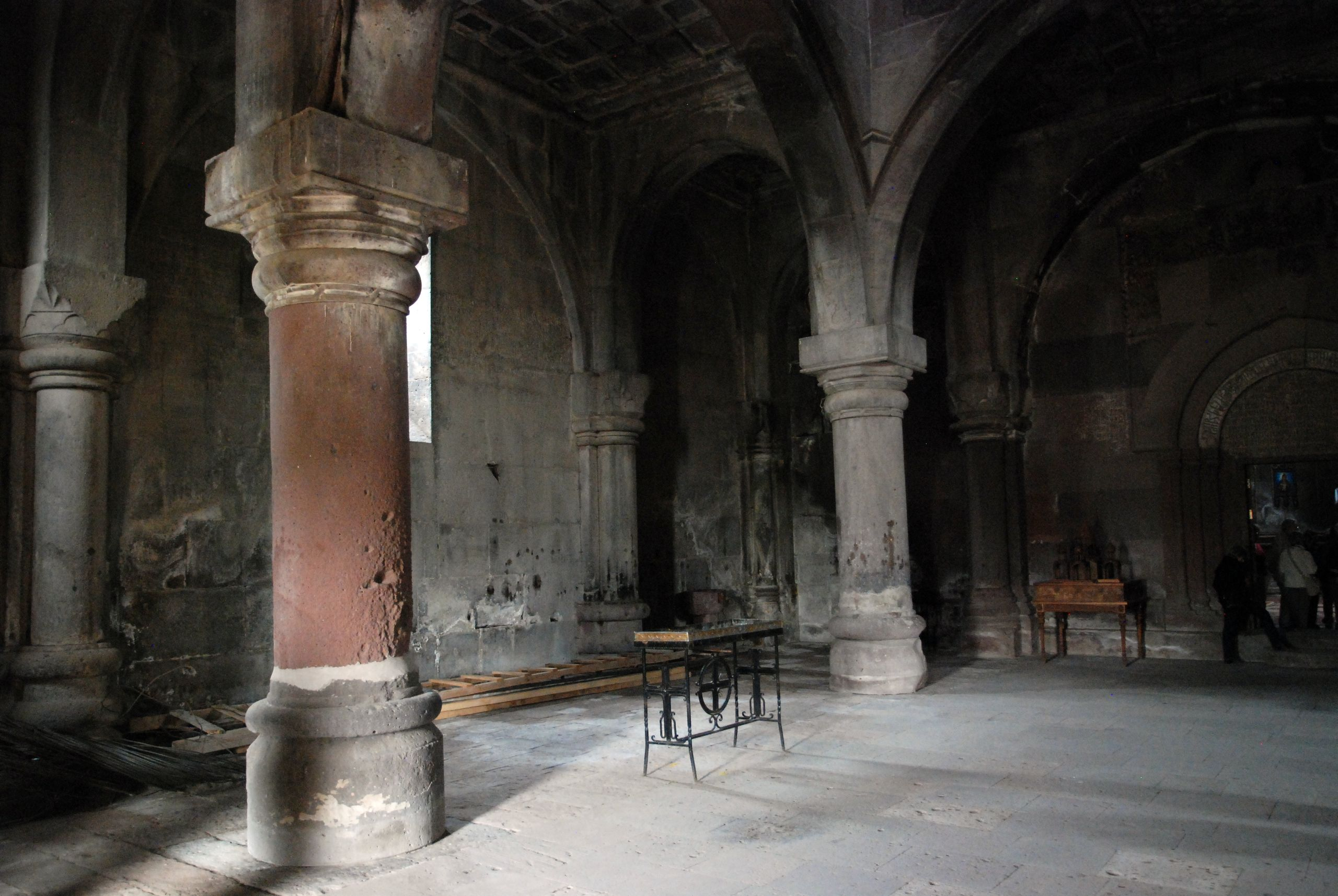
Gawit. Zwei der zentralen Säulen, links hierzugehörende Halbsäulen an der Nordwand, rechts hinten Portal der Muttergotteskirche.

Der quadratische Gawit vor der Westwand der Muttergotteskirche ist das größte Gebäude des Ensembles. Er wurde laut einer Inschrift vor 1224 von Prinz Vaham Khechup in Auftrag gegeben und verkörpert den am weitesten verbreiteten Typ A1 mit vier zentralen Säulen, auf denen die gitterförmige Rippenstruktur der Steinplattendecke ruht. Gegenüber der Muttergotteskirche ist er geringfügig aus der Mittelachse nach Norden verschoben. Mit der Südwestecke umschließt er die Nordkonche der Gregorkirche. In der Mitte der in der Art islamischer Muqarnas opulent ausgestalteten Zentralkuppel sorgt eine Öffnung (jerdik) für ein wenig Lichteinfall. Die äußeren flachen Deckenfelder sind mosaikartig mit unterschiedlichen geometrischen Ornamenten reich verziert.
Das auffälligste Gestaltungselement am Außenbau ist das Westportal. Das Tympanon umgibt ein doppelter Kielbogen, der von gedrehten Säulenpaaren getragen wird. Das Tympanonfeld füllen graugrüne fünfseitige Steinplatten, die sich von rötlichen Dreiecken abheben.
Am Rand der Schlucht wenige Meter südlich des Gawits thront eine Einsiedlerklause aus dem 12. Jahrhundert abenteuerlich auf einem Felsspitz. Ein Erdbeben hat den Felsen abgesprengt, sodass das kleine Steingebäude nicht mehr ohne Klettertechnik zugänglich ist.